# Грюэл, Мандживен
Мандживен Грюэл (англ. Manjeeven Grewal; род. в 1993) — британская актриса.
Начала свою карьеру в возрасте 10 лет, участвуя в различных театральных постановках в Дерби. Обучалась в Derby High School.
Сыграла роль молодой девушки Милли Пател в сериале «Моя жизнь как у попугая» и снялась в эпизодической роли в фильме «Это Англия». В 2008 году в возрасте 15 лет сыграла роль Эллен в фильме Nickelodeon, основанном на подростковых романах «Ангус, Стринги и полный поцелуй» и «Это нормально, и я действительно ношу большие пантолоны».

## Фильмография
| Год  | Фильм                           | Роль           |
| ---- | ------------------------------- | -------------- |
| 2007 | Моя жизнь как у попугая         | Милли Пател    |
| 2008 | Ангус, стринги и поцелуи взасос | Эллен          |
| 2009 | Школа комедий                   | Различные роли |